# Carlo Speroni
Carlo Speroni (Busto Arsizio, 13 de juliol de 1895 – Busto Arsizio, 12 d'octubre de 1969) va ser un atleta italià que corria a la categoria dels migfondistes. Speroni va participar en tres olimpíades, el 1912 a Estocolm, el 1920 a Anvers i finalment el 1924 a París. El 1913, se situà al capdavant a les curses de sis milles a Itàlia, i conservà aquest rècord durant 17 anys. El 1914 va millorar dues vegades el seu rècord a la categoria dels 10.000 metres, i s'acostà molt a prop del rècord mundial. El 1971 a títol d'homenatge l'estadi de Busto Arsizio s'anomenà Stadio Carlo Speroni.